# Подоляни (Мазовецьке воєводство)
Подоляни (пол. Podolany) — село в Польщі, у гміні Цепелюв Ліпського повіту Мазовецького воєводства. Населення — 29 осіб (2011).
У 1975—1998 роках село належало до Радомського воєводства.

## Демографія
Демографічна структура станом на 31 березня 2011 року:
|          | Загалом | Допрацездатний вік | Працездатний вік | Постпрацездатний вік |
| -------- | ------- | ------------------ | ---------------- | -------------------- |
| Чоловіки | 17      | 0                  | 9                | 8                    |
| Жінки    | 12      | 0                  | 4                | 8                    |
| Разом    | 29      | 0                  | 13               | 16                   |